# La stazione della stella morta (antologia)
La stazione della stella morta (The Best of Jack Williamson) è una raccolta di racconti di fantascienza del 1978 dello scrittore statunitense Jack Williamson.
La raccolta venne pubblicata in Italia da Mondadori nel 1979 divisa in due volumi, la prima parte con sei racconti su Urania n.773 col titolo La stazione della stella morta e la seconda parte al n.775 col titolo Compratemi tutta, quindi ripubblicata nel 1993 in unico volume col titolo complessivo La stazione della stella morta, in due diverse edizioni.

## Racconti
Tutti i racconti sono stati tradotti da Riccardo Valla.
- La stazione della stella morta (Dead Star Station, 1933)
- L'uomo metallico (The Metal Man, 1928)
- Senza scalo (Non Stop to Mars, 1939)
- Pattuglia solare (The Crucible of Power, 1939)
- Il boss e il predicatore (Breakdown, 1941)
- Con le mani in mano (With Folded Hands..., 1947)
- L'ugualizzatore (The Equalizer, 1947), romanzo breve
- Venditore ambulante (The Peddler's Nose, 1951)
- La più felice delle creature (The Happiest Creature)
- Il freddo occhio verde (The Cold Green Eye, 1953)
- Operazione gravità (Operation Gravity, 1953)
- Visita alla mamma (Jamboree, 1969)
- Bel tuffo, ragazzo! (The Highest Dive, 1976)
- Compratemi tutta (Guinevere for Everybody, 1954)

## Edizioni
- Jack Williamson, The Best of Jack Williamson, Ballantine Books, 1978.
- Jack Williamson, La stazione della stella morta, copertina di Karel Thole, Urania n.773, Mondadori, 1979. (primi 6 racconti)
- Jack Williamson, Compratemi tutta, copertina di Karel Thole, Urania n.775, Mondadori, 1979. (gli ultimi otto racconti).
- Jack Williamson, La stazione della stella morta, Classici Urania n.191, Mondadori, 1993,  pag.367. Illustrazione di copertina di Gutierrez, Agenzia Vega. Ristampa complessiva di due volumi della collana pubblicati nel 1979.
- Jack Williamson, La stazione della stella morta, I Libri di Urania n.9, Mondadori, 1993, ISBN 88-04-37129-3. Ristampa complessiva di due volumi della collana pubblicati nel 1979.